# Валенсия
Вале́нсия (вал. València [vaˈlensja], исп. Valencia [baˈlenθja]) — город в Испании, центр автономного сообщества Валенсия и одноимённой провинции. Третий по количеству жителей город Испании после Мадрида и Барселоны. Расположен у впадения частично осушенной реки Турия в Средиземное море.

## География
Город Валенсия расположен на побережье Средиземного моря Иберийского полуострова, на большой аллювиальной равнине рек Хукар и Турия, в самом центре Валенсийского залива. Первобытный город находился примерно в четырёх километрах от моря, на речном острове Турия. Самые близкие горы к городу — некоторые из последних предгорий Иберийской системы в Валенсийском Сообществе, такие как Эль Пуиг и Сьерра Кальдерона.

### Климат
Валенсия характеризуется типичным субтропическим климатом средиземноморского типа. Среднегодовая температура в городе составляет 18,6 °C.
| Показатель                                | Янв. | Фев. | Март | Апр. | Май  | Июнь | Июль | Авг. | Сен. | Окт. | Нояб. | Дек. | Год   |
| ----------------------------------------- | ---- | ---- | ---- | ---- | ---- | ---- | ---- | ---- | ---- | ---- | ----- | ---- | ----- |
| Абсолютный максимум, °C                   | 26,6 | 29,0 | 33,2 | 35,2 | 42,0 | 38,2 | 41,8 | 43,0 | 38,4 | 35,8 | 32,0  | 25,2 | 43    |
| Средний суточный максимум, °C             | 16,4 | 17,1 | 19,3 | 20,8 | 23,4 | 27,1 | 29,7 | 30,2 | 27,9 | 24,3 | 19,8  | 17,0 | 23,0  |
| Средняя температура, °C                   | 12,1 | 12,7 | 14,6 | 16,5 | 19,6 | 23,1 | 25,9 | 26,5 | 23,7 | 20,1 | 15,6  | 12,8 | 18,6  |
| Средний суточный минимум, °C              | 7,1  | 7,8  | 9,6  | 11,5 | 14,6 | 18,6 | 21,5 | 21,9 | 19,1 | 15,2 | 10,8  | 8,1  | 13,8  |
| Абсолютный минимум, °C                    | −6,5 | −7,2 | −0,4 | 1,0  | 5,0  | 8,5  | 11,6 | 12,5 | 8,0  | 4,1  | −0,8  | −2,8 | −7,2  |
| Среднее число солнечных часов в день      | 5,5  | 6,1  | 6,9  | 7,8  | 8,3  | 9,2  | 10,1 | 9,3  | 7,8  | 6,5  | 5,6   | 5,0  | 7,4   |
| Норма осадков, мм                         | 37,1 | 35,9 | 33,4 | 37,9 | 39,2 | 22,3 | 7,8  | 20,2 | 69,7 | 77   | 46,6  | 48   | 474,9 |
| Источник: Agencia Estatal de Meteorología |      |      |      |      |      |      |      |      |      |      |       |      |       |

### Природные парки
Фонт Роха — включает в себя часть горных массивов Эль-Альто-де-Сан-Антонио, Эль-Карраскар-де-ла-Фонт-Роха и Ла-Тейксерета. Гора Сьерра-дель-Менехадор (1356 м) является самой высокой точкой парка. В самых холодных и влажных областях парка, а также и на участках, расположенных на высоте 1250 метров, встречается лиственный лес. Здесь растут такие виды деревьев как ясень, клён, тис, дуб португальский и рябина. Произрастающие здесь растения редки для Валенсии. В лесной части парка живёт множество птиц — малиновка, крапивник, зяблик, большая синица, сойка, серая неясыть, короткопалая пищуха, ястреб, ястреб-тетеревятник, сокол-сапсан, белоголовый сип. Среди млекопитающих своим обилием выделяется кабан. Также в парке живут — обыкновенная генета, ласка, дикая кошка, куница и барсук.

## История
Город основан римлянами в 138 году до н. э., хотя на месте города и раньше существовали поселения греков и карфагенян. В I веке до н. э. город был осаждён и захвачен лузитанами, которые практически разрушили поселение. Вскоре после поражения восстания римский консул Децим Юний Брут Каллаик заново отстроил город и назвал Валенция (лат. Valentia), что, помимо прямого перевода сила, крепость, также означало Доброе предзнаменование. Расцвет античной Валенции приходится на период правления императора Августа — в этот период новая колония стала стремительно развиваться в культурной и коммерческой области, чему способствовало его расположение на важной торговой дороге Via Sucronense.
Римский период истории Валенсии завершился в 413 году, когда Валенсия была захвачена вестготами (тогда же па́ли и другие римские крепости региона, в частности, Сагунт).
В 714 году город завоевали мавры, включив город в состав Кордовского халифата. Под исламским владычеством возобновилось активное развитие Валенсии, практически остановившееся в период правления вестготов. Уже к 718 году население города достигло 15 тысяч человек. Начало XI века является эпохой наивысшего расцвета мавританской Валенсии, которая стала столицей мавританского королевства, образовавшегося после развала халифата. За период почти пятивекового (с кратким перерывом в конце XI века) правления мавров была создана сеть оросительных каналов, перестроены городские стены (1021—1061 годы), возведены впечатляющие общественные здания (до наших дней сохранились арабские бани), а город стал одним из центров средиземноморской торговли.
В 1094 году легендарный испанский полководец Родриго Диас де Вивар, более известный как Сид Кампеадор, смог взять Валенсию и освободить её от мавров, после чего правил ею вплоть до своей гибели в 1099-м году. За период своего правления Сид превратил Валенсию из мусульманского города в один из крупнейших христианских центров Испании того времени — в частности, к 1096 году все мусульманские мечети Валенсии были либо уничтожены, либо переделаны в церкви. В период с 1099 по 1102 год Валенсией правила жена Сида Химена, однако впоследствии она была вынуждена оставить город маврам. При отступлении христиане сожгли Валенсию.
В 1102 году в городе вновь установилось исламское владычество. Как и для всей Испании того времени, этот период характеризуется мирным сосуществованием христиан, мусульман и иудеев в условиях религиозной терпимости.

Город был окончательно отвоёван христианами лишь в 1238 году, когда король Хайме I Арагонский провёл успешный штурм города и оттеснил мавров с прилегающих к Валенсии территорий. Хайме объявил земли нынешних провинций Аликанте, Валенсии и Кастельона независимым государством в составе арагонской короны, получившим название Королевство Валенсия. В это же время созданы так называемые «Вольности» — свод законов молодого королевства Валенсии — и написан самый старый кодекс морского права «Книга Морского Консульства»; в городе начали проводиться заседания «Водного трибунала», следившего за распределением воды для полива сельскохозяйственных земель. К этому времени относится начало активного храмового строительства в городе — в 1238 году возводится первая городская церковь, а в 1262 году был заложен Кафедральный собор. В 1377 году король Педро Церемонный провозгласил Валенсию «дважды преданным городом», в связи с чем на её гербе появились две буквы L (исп. leal — «преданный»). 

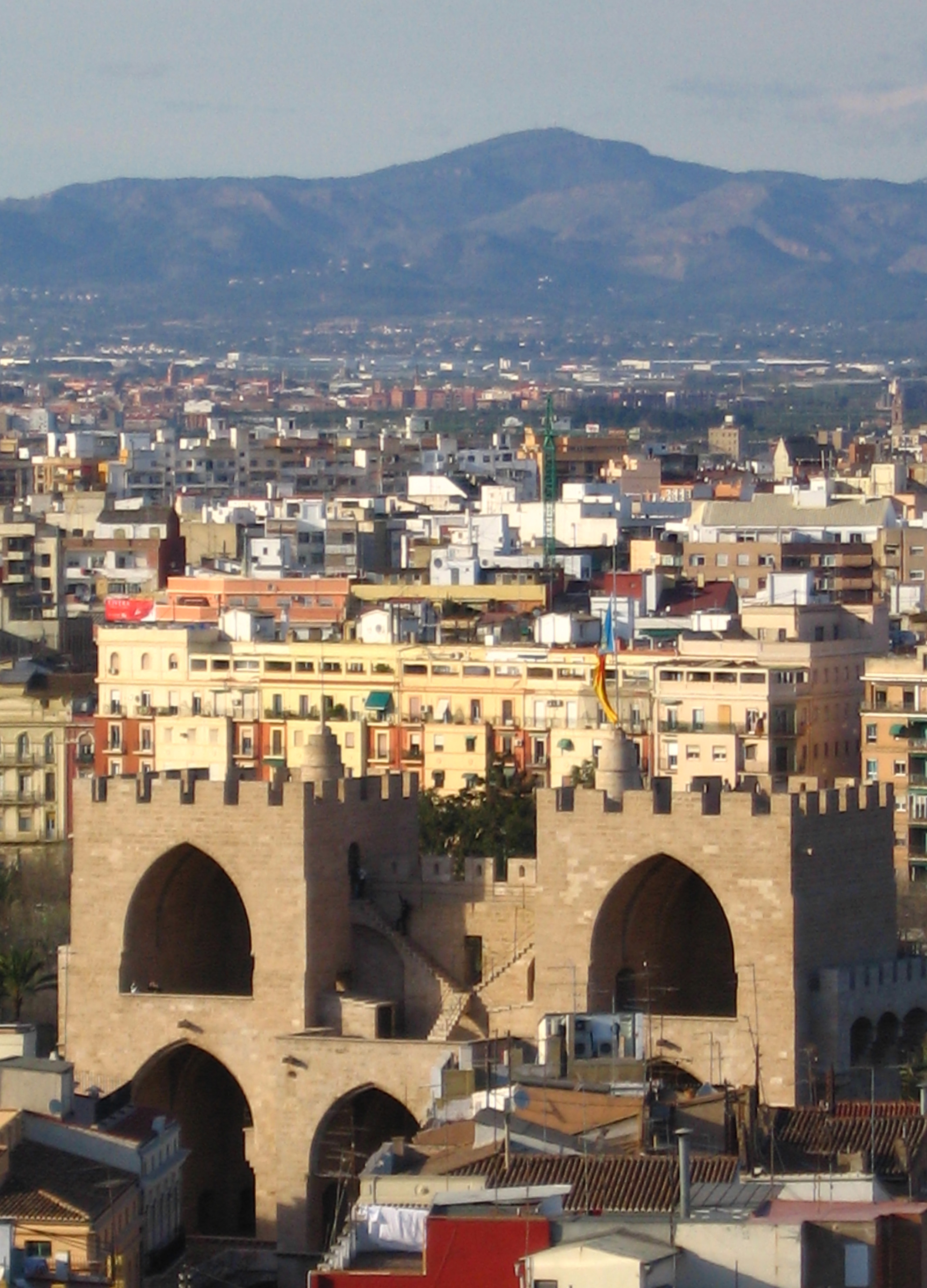
Панорама старого города от средневековых ворот Серрано

В XV—XVI веках королевство Валенсия становится одной из крупнейших экономических держав на Средиземноморском побережье — город стал могущественным торговым центром. Основой экспорта являлись шёлк, текстиль и керамика. Городская торговая аристократия пользуется существенными финансовыми привилегиями. В 1407 году был открыт первый городской банк, финансировавший сделки на купеческой бирже. Культурный расцвет города находит отражение в великолепных зданиях того времени (Шёлковая биржа, башня Кафедрального собора (Эль Мигалет) и т. п.). Укреплению могущества города во многом способствовала доставка в Валенсию в 1437 году Святого Грааля — чаши, из которой, по преданию, апостолы причащались на Тайной вечере, и в которую позднее была собрана кровь распятого на кресте Иисуса Христа. В отличие от мистической чаши, обладателями которой являлись тамплиеры, данная чаша была официально признана Ватиканом как одно из Орудий Страстей.
После открытия Америки и налаживания морского сообщения через Атлантику центр деловых интересов начал смещаться на Атлантическое побережье. Вскоре центральные власти Мадрида сломили сопротивление валенсийской финансовой аристократии и лишили её всех привилегий. Сокрушительным ударом по экономике города стало изгнание из страны в 1609 году крещёных мавров (морисков), во многом способствовавших процветанию Валенсии, да и всей Испании. Это повлекло за собой глубокий экономический кризис, так как на тот момент они составляли треть населения города и основу его рабочих сил.

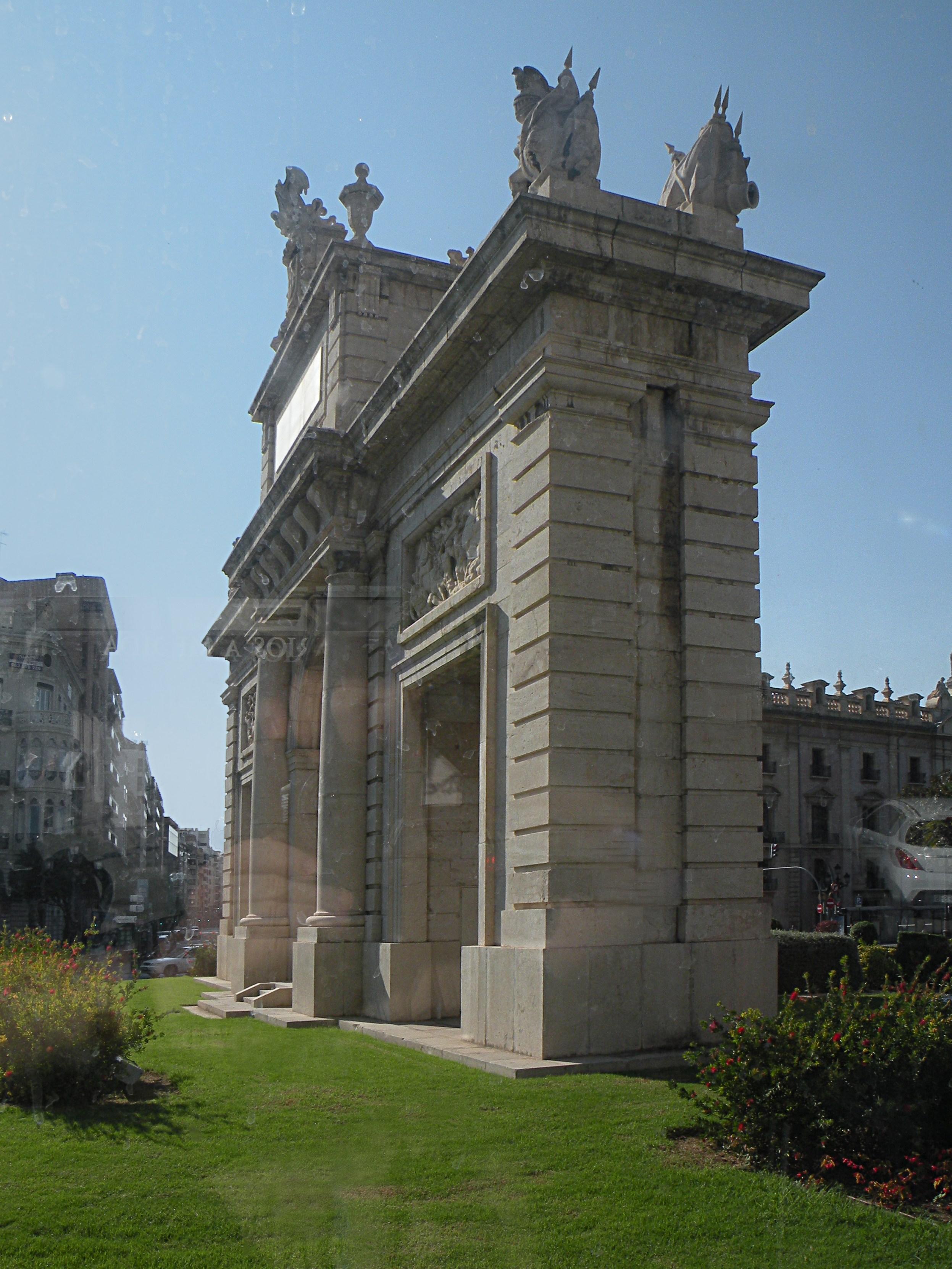
Монумент в память всех жертв Гражданской войны. Воздвигнут по указанию Франко.

Во время войны за Испанское наследство Валенсия приняла сторону Габсбургов (в лице Карла VI). В связи с этим после победы Бурбонов в битве при Альмансе в апреле 1707 года Филипп V Бурбон упразднил местные привилегии валенсийцев. Помимо этого, Филипп V упразднил автономию Королевства Валенсии и полностью подчинил её земли Арагонской Короне. Помимо потери независимости, Валенсия оказалась и перед угрозой утраты собственного языка, так как его использование было официально запрещено.
В 1808—1812 годах во время борьбы Испании против Наполеона Бонапарта Валенсия героически отражала натиск французских войск, свидетельством чего являются, в частности, изрешечённые снарядами башни Кварт — одни из ворот города. Однако в 1812 году сопротивление города всё же было сломлено и город в течение короткого времени (до середины 1813 года) находился под властью французов.
В середине XIX века общее оживление экономики (главным образом, благодаря торговле цитрусовыми и рисом) позволило осуществить значительные преобразования, изменившие облик Валенсии. В 1865 году были снесены крепостные стены, сдерживавшие рост города.
Во время Гражданской войны 1936—1939 годов город был местом пребывания республиканского правительства, фактически временной столицей Испании.
В 1988 году открыт метрополитен Валенсии, в состав которого входят также трамвайные линии. 3 июля 2006 года в метро произошла авария, повлёкшая 41 человеческую жертву.
В конце октября 2024 года в Валенсии от крупнейшего наводнения погибло более 200 человек.

## Административное деление

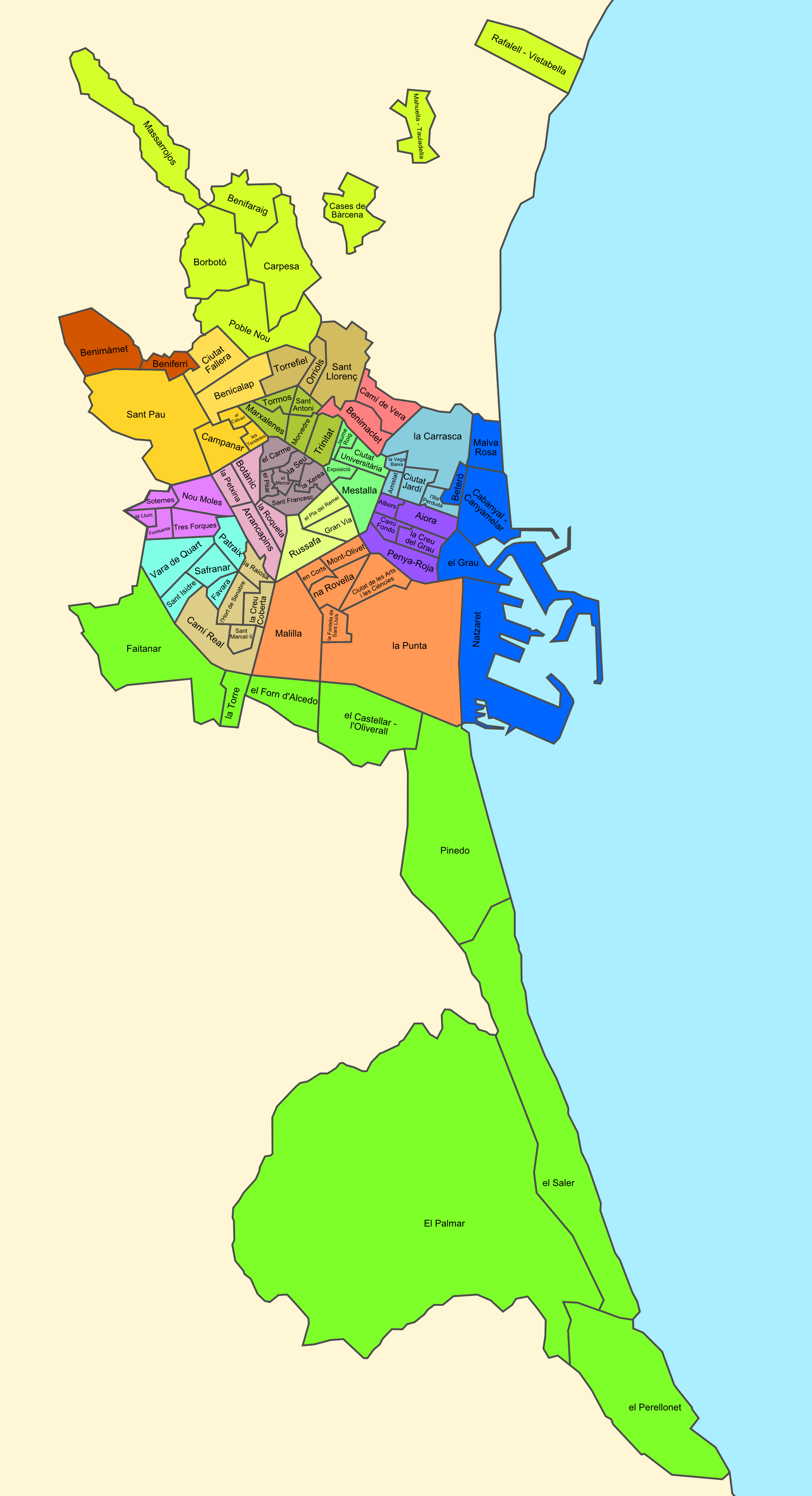
Административное деление Валенсии

Город разделён на 19 административных районов (исп. distritos), которые, в свою очередь, разделены на подрайоны (исп. barrios). Некоторые районы и подрайоны Валенсии ранее были независимыми муниципалитетами, которые были присоединены к городу во второй половине XIX века. В частности, это подрайоны Бениферри, Бенимамет, Патраш и Рузафа, которые фигурируют в переписи 1877 года как часть Валенсии; Эльс Орриольс — с 1887 года; Борбо, Кампанар, Махуэлла, Пуэбло Нуэво-дель-Мар и Вильянуэва-дель-Грао — в переписи 1897 года; Бенифарайг, Карпеса и Масарроч — в переписи 1900 года.
Административные районы и подрайоны Валенсии:
- Альхирос: Л’Амистат, Л’Илья-Пердуда, Ла-Бега-Баша, Ла-Карраска и Сьютат-Харди
- Беникалап: Беникалап и Сьютат-де-л’Артиста-Фаллер
- Бенимаклет: Бенимаклет и Ками-де-Вера
- Каминс-аль-Грау: Айора, Альборс, Ками-Фондо, Ла-Креу-дель-Грау и Пенья-роха
- Кампанар: Кампанар, Лес-Тендетес, Сан-Пау и Эль-Кальвари
- Куатре-Карререс: Ла-Пунта, Ла-Фонтета-де-Сан-Луис, Малилья, Монтоливет, На-Ровелья, Сьютат-де-лес-Артс-и-лес-Сьенсьес и Эн-Кортс
- Л’Оливерета: Ла-Льюм, Ла-Фонтсанта, Ноу-Молес, Сотернес и Трес-Форкес
- Л’Эшампле: Гран-Виа, Пла-дель-Ремей и Руссафа
- Ла-Сайдия: Марксаленес, Морведре, Сан-Антоний, Тормос и Тринитат
- Патраш: Вара-де-Куарт, Патраш, Сан-Исидре, Сафранар и Фавара
- Пла-дель-Реаль: Л’Экспосисио, Месталья, Сьютат-Университария и Хайме Ройг
- Поблатс-Маритимс: Бетеро, Ла-Мальва-роса, Нацарет, Эль-Грау-де-Валенсия и Эль-Кабаньяль
- Поблес-де-л’Оэст: Бенимамет и Бениферри
- Поблес-дель-Норд: Бенифарайг, Борбото, Карпеса, Лес-Касес-де-Барсена, Массаррохос, Мауэлья и Побле-Ноу
- Поблес-дель-Суд: Ла-Торре, Пинедо, Файтанар, Эль-Кастельяр-л’Оливераль, Эль-Пальмар, Эль-Перельонет, Эль-Салер и Эль-Форн-д’Альседо
- Расканья: Сан-Льоренс, Торрефьель и Эльс-Орриольс
- Сьютат-Велья: Вельютерс, Ла-Сеу, Ла-Шереа, Сан-Франсеск, Эль-Карме и Эль-Меркат
- Хесус: Ками-Реаль, Л’Орт-де-Сенабре, Ла-Креу-Коберта, Ла-Райоса и Сан-Марсель
- Экстрамурс: Арранкапинс, Ла-Печина, Ла-Рокета, Парк-Сентраль и Эль-Ботаник.

## Экономика
Исторически город был центром текстильной промышленности и торговли. На современном этапе в окрестностях Валенсии расположено много промышленных предприятий, включая завод фирмы «Форд». Город также является центром туризма.
В 1933 году был открыт аэропорт, занимающий 11-е место по пассажиропотоку в Испании. Порт Валенсии — один из крупнейших портов Испании.
|                               |  |                       |  |                                 |  |                                                 |
| Ворота средневековой Валенсии |  | Монастырь св. Михаила |  | Колокольни валенсийских церквей |  | Дом с драконами, памятник валенсийского модерна |

## Население
| Количество зарегистрированных жителей Валенсии (1787—2018) |
| ---------------------------------------------------------- |
|                                                            |
| Источник: Национальный институт статистики Испании         |

Город в основном испаноязычный, но правительство пропагандирует валенсийский язык. Население в значительной степени растёт благодаря иммиграции.
1 550 887 чел. — столько живёт в агломерации Валенсии.

## Образование
В Валенсии расположены четыре университета. Два из них — государственные. Самыми крупными из них являются Политехнический университет Валенсии (UPV) и Университет Валенсии, основанный в 1499 году. Здесь же имеется Королевская Академия искусств Сан Карлос.

## Достопримечательности
Город богат достопримечательностями — огромный готический собор (где хранится чаша, которая признана католической церковью в лице Папы Римского Священным Граалем) с колокольней, известной под названием «Мигелете», старинные церкви, богато украшенные снаружи и внутри, фрагменты городских укреплений, включая несколько внушительных ворот, средневековое готическое здание шёлковой биржи Ла Лонха, барочный Дворец правосудия, старинная городская застройка, изящные постройки XIX — начала XX века в стиле модерн (Центральный рынок, вокзал, почтамт), музеи, современные зоопарк и океанариум. Валенсия входит во Всемирное наследие человечества с 1996 г.

### Собор
Валенсийский собор построен на месте мечети в XIII—XV веках, после перехода контроля над городом от мавров к испанцам в ходе Реконкисты. Собор украшен росписями, витражами, статуями святых.

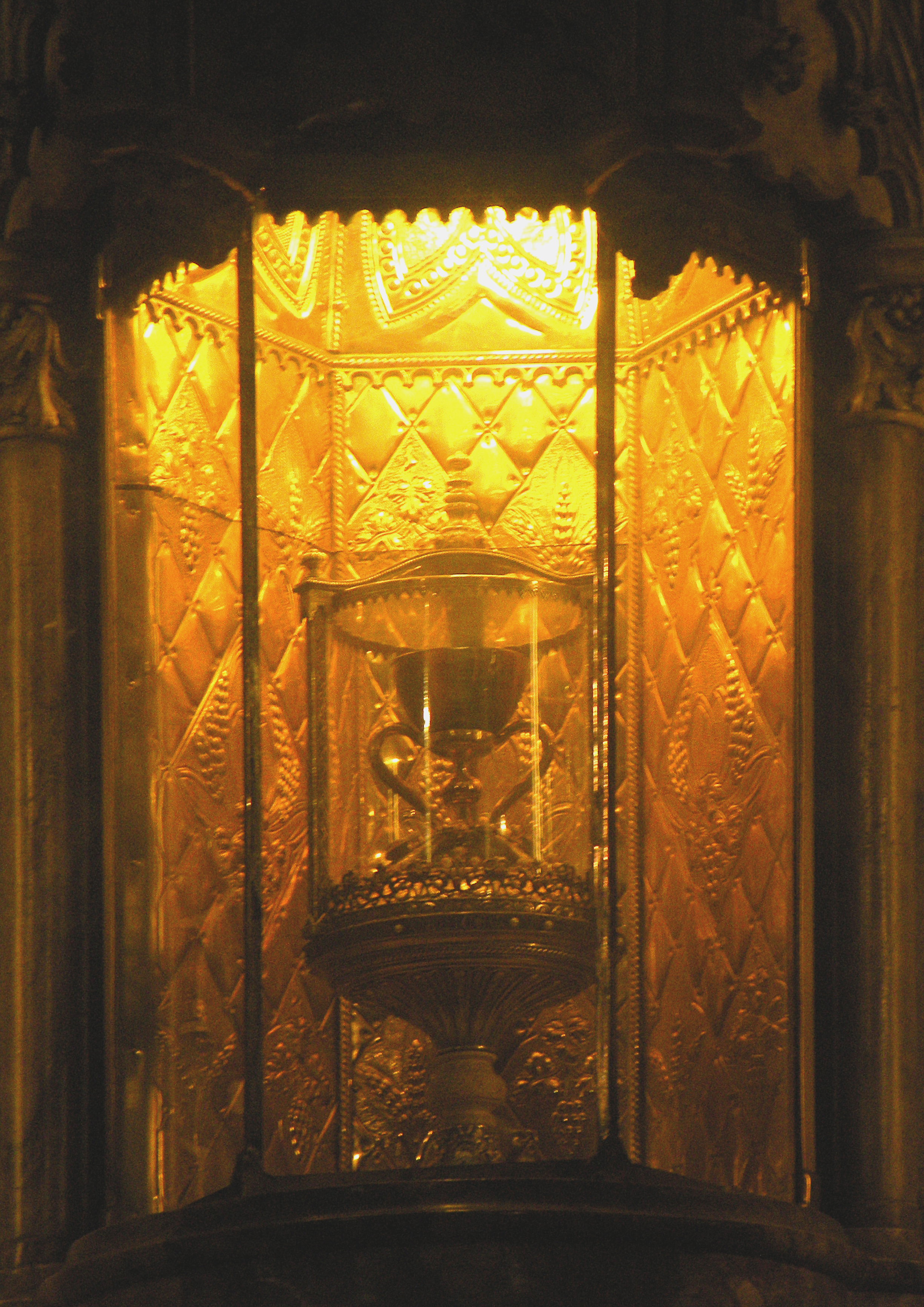
Экземпляр чаши «Сен-Калис» в зале капитула собора

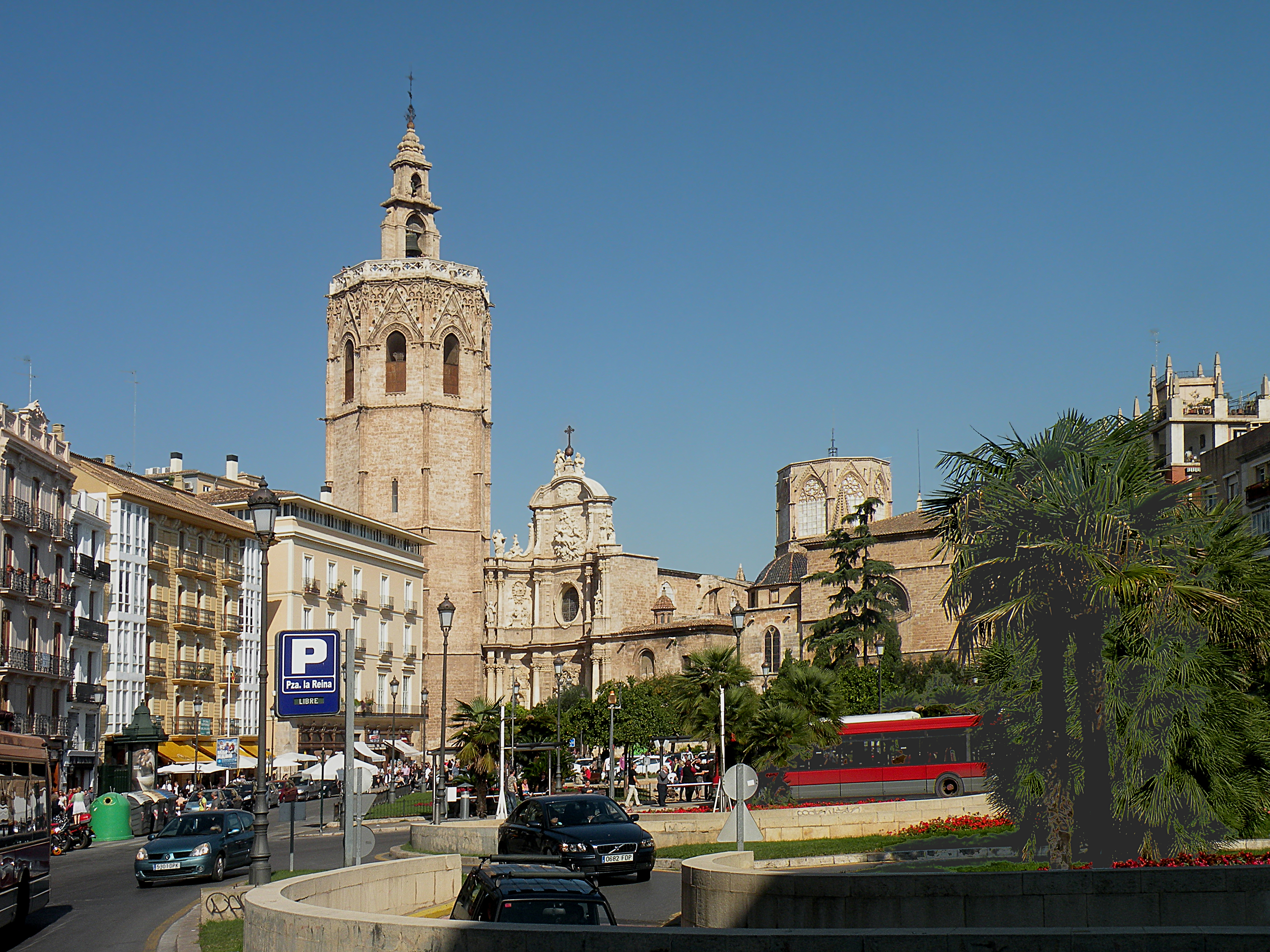
Валенсия. Королевская площадь. На заднем плане — кафедральный собор и колокольня.

В приделе (зале капитула) кафедрального собора демонстрируется признанный Римским папой за подлинник экземпляр чаши Грааля.

### Город искусств и наук

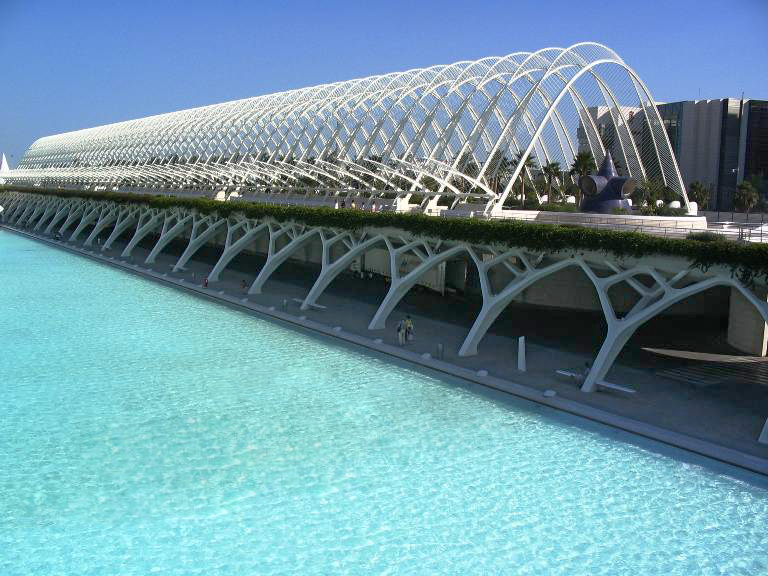
Город искусств и наук — Оранжерея — L’Umbracle

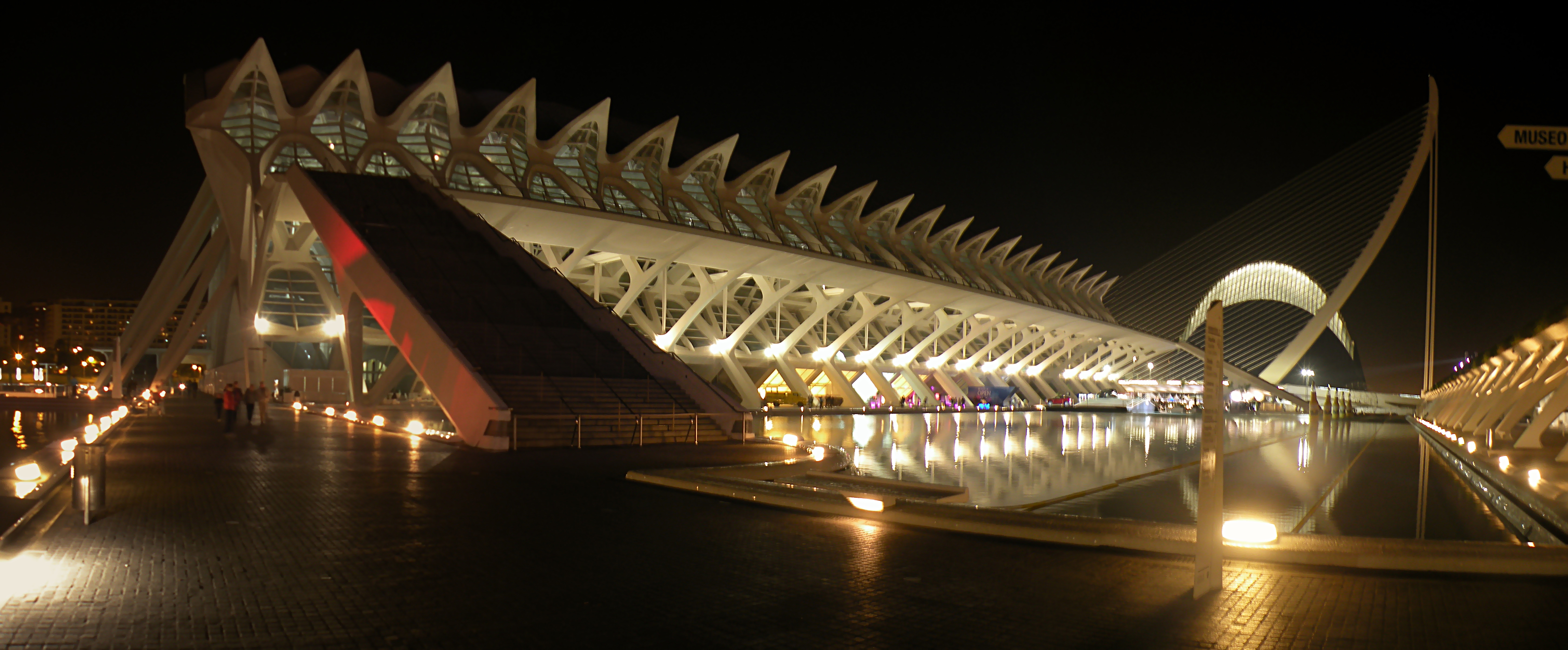
Музей науки и техники имени принца Фелиппе, адаптированный для школьников, которым предлагается обязательно трогать и приводить в действие его экспонаты

Валенсия многократно страдала от разливов протекающей через неё реки Туриа. В конце концов, было принято решение пустить реку по новому руслу к югу от города. Земли прежнего русла реки отдали под постройку городка искусств и наук. Здания расположены в новом парке протяженностью 10 километров. Часть территории украшена прудами и бассейнами. Главные проектировщики комплекса — Сантьяго Калатрава и Феликс Кандела.
На территории комплекса в 2019-м году проходили съемки 3-го сезона сериала «Мир Дикого Запада».

### Музеи
В Валенсии около 50 музеев, в том числе:
- Музей изящных искусств Валенсии.
- Музей Керамики имени Гонсалеса Марти.
- Военный музей (Валенсия).
- Музей истории Валенсии.
- Лонха-де-ла-Седа — средневековое готическое здание шёлковой биржи.
- Музей Патриарха, названный в честь Хуана де Риберы (старинная живопись).
- Институт современного искусства IVAM.
- Музей науки имени Принца Филиппа — огромный интерактивный научный музей, составная часть Города искусств и наук.
- Музей Риса (исп. Museo del Arroz).
- Дом-музей Бласко Ибаньеса (исп. Casa Museo Blasco Ibáñez).

## Праздники и традиции
Основной праздник — Фальяс, празднуется в течение недели до дня Св. Иосифа (19 марта). Это конкурс огромных скульптур из папье-маше, символизирующих различные человеческие пороки, которые сжигаются в последнюю ночь праздника. Всю неделю также идут фейерверки, различные конкурсы, парады, а также ежедневная коррида с участием лучших матадоров.
В конце 1980-х годов Валенсия стала общеиспанским центром музыки техно и точкой притяжения для рейверов. Резко выросло потребление наркотиков и количество аварий на дорогах. К 1995 году большинство культовых дискотек Валенсии закрылось.
Типичное валенсийское блюдо — паэлья. Оно бывает нескольких разновидностей: традиционная валенсийская паэлья готовится с курицей, кроликом и иногда улитками; готовят также паэлью с морепродуктами, смешанную паэлью (с мясом и морепродуктами) и даже вегетарианскую паэлью. Варьируется и состав используемых овощей: зелёная фасоль, белая фасоль, красный перец, артишоки и т. д. Существует разновидность, где рис заменяется вермишелью — она называется фидеуа.

## Память
- В честь Валенсии назван астероид (5941) Валенсия, открытый 20 октября 1982 года астрономом Людмилой Карачкиной в Крымской Астрофизической Обсерватории.

## Знаменитые люди
В Валенсии родилась и часто гастролировала испанская певица и киноактриса Конча Пикер (1908—1990). Её даже называли не испанской, а валенсийской певицей.

## Спорт
- В Валенсии базируются одноимённые баскетбольный и футбольный клубы. ФК «Валенсия» был одним из сильнейших клубов Испании, шесть раз клуб побеждал в чемпионате Испании и семь раз — в кубке. Дважды подряд (2000 г. и 2001 г.) «Валенсия» играла в финале Лиги чемпионов УЕФА, но оба раза уступала. «Леванте» является старейшим футбольным клубом в городе.
- В 2008—2012 годах в Валенсии на городской трассе проводился этап гонок Формула-1 Гран-при Европы.

## Города-побратимы
- Майнц, Германия (1978)
- Болонья, Италия (1980)
- Одесса, Украина (1981)
- Валенсия, Венесуэла (1985)
- Велакрус, Мексика (1985)
- Гуанчжоу, Китай (2012)
- Чэнду, Китай (2017)
- Сиань, Китай (2020)